# Rainer Baule
Rainer Baule (* 1975 in Hildesheim) ist ein deutscher Wirtschaftswissenschaftler.

## Leben
Nach dem Abitur 1994 am Gymnasium Josephinum Hildesheim erwarb er 2000 das Diplom in Mathematik an der Georg-August-Universität Göttingen. Von 2000 bis 2007 war er wissenschaftlicher Mitarbeiter am Institut für Betriebswirtschaftliche Geldwirtschaft in Göttingen. Nach der Promotion 2004 zum Dr. rer. pol. an der Wirtschaftswissenschaftlichen Fakultät der Georg-August-Universität Göttingen war er von 2007 bis 2010 wissenschaftlicher Mitarbeiter an der Professur für Finanzwirtschaft der Georg-August-Universität Göttingen. Nach der Habilitation 2008 (venia legendi für Betriebswirtschaftslehre) an der Georg-August-Universität Göttingen forschte er 2009 als Visiting Researcher an der Auckland University of Technology. 2009 war er Guest Lecturer an der Jacobs University Bremen. Von 2010 bis 2012 lehrte er als Professor für Betriebswirtschaftslehre, insbesondere Controlling, an der Universität Siegen. Seit 2012 ist er Professor für Betriebswirtschaftslehre, insbesondere Bank- und Finanzwirtschaft, an der FernUniversität in Hagen.
Seine Forschungsschwerpunkte sind derivative Finanzprodukte, Risikomanagement und Regulierung und Kapitalmarkttheorie.

## Mitgliedschaften
- Rainer Baule ist Mitglied im Netzwerk Wissenschaftsfreiheit.[2]

## Schriften (Auswahl)
- Wertorientiertes Kreditportfoliomanagement. Analyse von Optimierungs- und Steuerungsansätzen für Bankkreditportfolios vor dem Hintergrund des Shareholder-Value-Prinzips. Berlin 2004, ISBN 3-8305-0913-8.